# 춘천 월송리 삼층석탑
춘천 월송리 삼층석탑(春川 月松里 三層石塔)은 대한민국 강원특별자치도 춘천시 서면 월송리에 있는 삼층석탑이다. 1984년 6월 2일 강원특별자치도의 문화재자료 제9호로 지정되었다.

## 개요
조면사(造麵寺)터로 전하는 곳에 자리하고 있는 탑으로, 주변에 기와 조각들이 흩어져 있어 절터였음을 알려주나 지금은 석탑만이 민가 골목길에 서 있다.
탑의 기단(基壇)은 맨 윗부분을 제외하고는 땅 속에 묻혀있어 정확한 모습을 알 수 없다. 탑신(塔身)은 1층 몸돌만 한돌로 되어 있고, 1층 지붕돌과 2층 몸돌, 2층 지붕돌과 3층 몸돌, 3층 지붕돌과 꼭대기의 네모난 머리장식 받침돌이 합쳐져 각각 한돌을 이룬다. 탑신의 몸돌에는 기둥 모양이 새겼다. 둔하고 무거워보이는 지붕돌은 낙수면의 경사가 급하고 네 귀퉁이에서의 치켜올림이 거의 없으며 밑면에는 4단의 받침을 두었다.
화강암을 깎아 만들었으며, 고려시대에 세운 것으로 추정된다.

## 참고 자료
- 위키미디어 공용에 춘천 월송리 삼층석탑 관련 미디어 분류가 있습니다.
- 춘천 월송리 삼층석탑 - 국가유산청 국가유산포털